# Vojtěch Jasný
Vojtěch Jasný (Kelč, 30 novembre 1925 – Prerov, 15 novembre 2019) è stato un regista e sceneggiatore ceco.

## Biografia
Vinse il Prix de la mise en scène al Festival di Cannes 1969 con Cronaca morava (Vsichni dobrí rodác).
Nel 1963 diresse C'era una volta un gatto (Az prijde kocour) e nel 1966 Le pipe (Dýmky).